# Мілена Харіто
Мілена Харіто (алб. Milena Harito; нар. 4 жовтня 1966, Тирана) — албанська політик, член Соціалістичної партії.

## Біографія
У 1989 році закінчила факультет соціальних наук в Університеті Тирани, пізніше стала науковою співробітницею Інституту інформаційних технологій. Переїхала з Албанії до Франції у 1991 році.

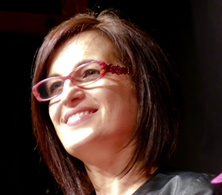
Мілена Харіто

Успішно закінчила аспіранту у галузі комунікації та інформаційних технологій в Університеті П'єра та Марії Кюрі у 1993 році. Чотири роки потому отримала докторський ступінь.
З квітня 1991 року по вересень 1992 працювала у приватному підприємстві у галузі інформаційних технологій. Після отримання докторського ступеня була найнята найбільшим європейським телекомунікаційним науково-дослідним центром, CNET, у France Télécom, Париж.
У 2013 році була обрана до Народних зборів Албанії, у тому ж році призначена Міністром інновацій та державного управління в уряді Еді Рами.
Одружена, має двох дітей. Вільно володіє французькою, має хороше знання англійської та італійської.